# Hecyromorpha plagicollis
Hecyromorpha plagicollis är en skalbaggsart som först beskrevs av Charles Joseph Gahan 1904.  Hecyromorpha plagicollis ingår i släktet Hecyromorpha, och familjen långhorningar.
Artens utbredningsområde är Botswana. Inga underarter finns listade.